# Manifestația „Pro Europa” de la Chișinău din 2013
Manifestația „Pro Europa” sau manifestația pro-europeană reprezintă un miting organizat de coaliția de guvernare din Republica Moldova, la Chișinău, în data de 3 noiembrie 2013. Ea a fost organizată de 3 partide ce formează coaliția de guvernare, Partidul Liberal Democrat din Moldova, Partidul Democrat din Moldova și Partidul Liberal Reformator; și este cea mai amplă manifestație politică din Republica Moldova, de la Marea Adunare Națională de la 27 august 1989, întrunind în jur de 100.000 de oameni, după cum au anunțat organizatorii.  Inițial poliția a anunțat că au fost aproximativ 60.000 de oameni, însă ulterior printr-un comunicat oficial a declarat că au fost prezenți circa 117.000 de oameni. 

## Desfășurarea manifestațiilor
Încă de dimineață, de la orele 7 (ora locală), în Chișinău au început să vine autocare cu oameni din regiunile țării. La ora 10:30 în Piața Marii Adunări Naționale încep a veni din toate părțile coloane cu manifestanți din toate raioanele țării. La ora 11, în aplauzele și uralele celor adunați în piață, pe scena urcă liderii celor trei formațiuni aflate la guvernare și președintele Nicolae Timofti, care salută mulțimea. A urmat interpretarea imnului Republicii Moldova de către soprana Valentina Naforniță. După care au urmat discursuri ținute de guvernanți, dar și de alte persoane, printre care scriitori, profesori, ș.a.  Întreaga manifestare s-a încheiat cu citirea și adoptarea prin vot deschis a „Declarației de la Chișinău”. Iată conținutul acesteia:
| “ | „Declarația de la Chișinău” Noi, cetățenii Republicii Moldova, întruniți astăzi, 3 noiembrie 2013, în Piața Marii Adunări Naționale din Chișinău, în ajunul Summit-ului „Parteneriatului Estic” de la Vilnius și cu prilejul acestui eveniment istoric pentru țara noastră, Fiind în număr de circa o sută de mii, reprezentând toate regiunile și comunitățile locale din Republica Moldova, societatea civilă, mediul academic și cel de afaceri, uniunile de creație, sfera bugetară, populația de la sate și din orașe,diaspora, generația tânără, cea activă și cea a oamenilor în etate, femeile și bărbații din toate grupurile etnice și confesionale ale țării, Răspunzând Apelului lansat de conducerea Republicii Moldova, de Coaliția ProEuropeană aflată la guvernare, și care este susținut de personalitățile reprezentative ale elitei naționale și ale grupurilor principale, care formează societatea moldovenească: Declarăm că opțiunea europeană este singura corectă pentru viitorul țării noastre, interesul național major și unica șansă pentru a asigura drepturile, libertatea și prosperitatea tuturor cetățenilor. Reamintim că Republica Moldova a făcut alegerea pro-europeană încă de la constituirea sa ca stat independent și a urmat-o consecvent pe parcursul evoluției sale. În noiembrie 1994, Moldova a semnat cu Uniunea Europeană Acordul de Cooperare și Parteneriat, în februarie 2005 – Planul de Acțiuni. Iar la Vilnius, la 28-29 noiembrie a.c., urmează să parafeze Acordul de Asociere a Republicii Moldova cu Uniunea Europeană, un pas crucial pentru viitorul prosper al țării, după care va urma semnarea acestui document important. Ne angajăm, ca membri ai societății moldovenești, fiecare în activitatea sa și în comunitatea din care face parte, să facem tot ce ne stă în puteri pentru a atinge obiectivele de modernizare și dezvoltare a Republicii Moldova pe calea integrării europene. Conștientizăm că acest moment major ne cere să fim solidari și hotărâți în alegerea noastră. Solicităm partidelor din Coaliția Pro Europeană de guvernare, dar și întregii clase politice moldovenești să dea dovadă de unitate și maturitate – în numele intereselor naționale ale Republicii Moldova, în numele intereselor cetățenilor Republicii Moldova de a beneficia de condiții civilizate de trai, de drepturi și libertăți fundamentale, de securitate economică și socială, proprii unui stat de drept și democratic. Salutăm politicile statului orientate spre asigurarea unei justiții echitabile și accesibile, a supremației legii și a egalității tuturor în fața ei, a combaterii fenomenelor negative care blochează dezvoltarea țării, a modernizării serviciilor publice pentru cetățeni și a asistenței de stat pentru oamenii socialmente vulnerabili. Cerem eradicarea definitivă a flagelului corupției și finalizarea reformelor cu rezultate concrete, care să aducă beneficii clare cetățenilor și să asigure progresul întregii societăți. Încurajăm Guvernul să reziste tuturor presiunilor politice interne și externe, săvalorifice oportunitățile de a diversifica piețele de export pentru produsele moldovenești și să asigure securitatea energetică și alimentară a țării. Apreciem cu recunoștință sprijinul acordat Republicii Moldova de către partenerii noștri externi, în această perioadă. Solicităm Parlamentului și Guvernului să onoreze pe deplin încrederea partenerilor noștri și angajamentele asumate de-a lungul anilor de Republica Moldova de a ne ralia la valorile și standardele europene. Viitorul Republicii Moldova se decide acum! Viitorul Republicii Moldova este în Uniunea Europeană! Așa să ne ajute Dumnezeu! Chișinău Piața Marii Adunări Naționale 3 noiembrie 2013” | ” |